# Funktionalreform
Als Funktionalreform bezeichnet man die Übertragung von Aufgaben auf einen anderen Verwaltungsträger, der nicht derselben Verwaltungsebene wie der bisherige Verwaltungsträger angehört. Der Begriff "Funktional-"reform leitet sich insoweit von der Funktion ab, die der Verwaltungsträger oder die Verwaltungsebene im Gesamtgefüge der Träger der öffentlichen Verwaltung innehaben.
Beispiele:
- Aufgabenübertragungen von der Landesverwaltung auf die Landkreise und kreisfreien Städte (sog. Funktionalreform I oder Kommunalisierung von Aufgaben)
- Aufgabenübertragungen von den Landkreisen auf die kreisangehörigen Gemeinden und Städte (sog. Funktionalreform II)

Werden Aufgaben innerhalb eines Verwaltungsträgers zwischen Dienststellen verlagert (z. B. zwischen Landesbehörden) wird dies nicht als Funktionalreform bezeichnet. Deshalb ist die Aufgabenverlagerung zwischen obersten Landesbehörden (Ministerien) zu den Landesoberbehörden oder unteren Landesbehörden innerhalb einer Landesverwaltung grundsätzlich keine Funktionalreform.
Demgegenüber wird der Begriff Funktionalreform auch für die Fälle verwendet, in denen Aufgaben auf untere allgemeine Landesbehörden im Wege der Organleihe übertragen werden. Dies ist gegeben, wenn Landräte und Oberbürgermeister gleichzeitig untere Landesbehörden sind und als solche staatliche Aufgaben erledigen können. Die Landräte unterstehen bei einer solchen Konstellation hinsichtlich dieser staatlichen Aufgaben der vollen Dienst- und Fachaufsicht der zuständigen Landesregierung.
Aktivitäten zur Funktionalreform gelten als Maßnahmen zur Verwaltungsreform. Das Hauptziel ist regelmäßig, eine orts- und bürgernahe Erledigung von öffentlichen Aufgaben zu ermöglichen.
In Brandenburg ist der Auftrag zur Funktionalreform gesetzlich verankert. Der Vollzug der Funktionalreform ist Gegenstand von Landesgesetzen, die eine Vielzahl von Aufgaben betreffen.